# Apsectrotanypus unicolor
Apsectrotanypus unicolor är en tvåvingeart som först beskrevs av Freeman 1954.  Apsectrotanypus unicolor ingår i släktet Apsectrotanypus och familjen fjädermyggor. Inga underarter finns listade i Catalogue of Life.